# Association des Sports de Glace de Tours
Association des Sports de Glace de Tours byl francouzský klub ledního hokeje z Tours, který byl znám pod svou přezdívkou Diables Noirs (Černí ďáblové). Založen byl roku 1972. V letech 2007–2009 hrál francouzskou nejvyšší ligu. Ročník 2009/2010 odehrál ve třetí francouzské lize, poté kvůli zadlužení zanikl. Jeho nástupcem se stal klub Remparts de Tours, od roku 2014 účastník druhé ligy.
Mistrem Francie se klub z Tours stal pouze jedinkrát (v roce 1980), čtyřikrát skončil na druhém místě. Dvakrát vyhrál francouzský pohár.
Původní přezdívka zněla „Mamuti“. Barvami klubu byly černá a oranžová.